# Platja de Ribes Roges
La platja de Ribes Roges és una platja urbana situada al municipi de Vilanova i la Geltrú (Garraf). Limita per llevant amb el Port de Vilanova i la Geltrú, que la separa de la platja de Sant Cristòfol, i per ponent amb una escullera paral·lela a la platja (construïda el 1984), que la separa de la platja d'Adarró. Orientada al sud-sud-est, té una longitud de 906 metres i una amplada mitjana de 156 metres, formada per sorra fina i un pendent d'entrada a l'aigua moderat. Hi desemboca la riera de Sant Joan o de la Ramusa.
Disposa de dutxes, accés per a persones amb mobilitat reduïda, servei de socorrisme, guinguetes obertes fins a la matinada, un camp de vòlei i futbol platja i locals on es poden llogar patins, motos d'aigua i caiacs.

Escultura Pasífae, a la platja

Sobre l'escullera de la platja hi ha l'escultura Pasífae, obra de l'escultor Òscar Estruga i Andreu, que ha esdevingut un referent de la ciutat. Rodeja la platja el parc de Ribes Roges, on, entre arbres i jardins, hi ha un circuit de trens en miniatura. Darrera el parc hi ha la Torre Blava, antic fortí carlí.
Està guardonada amb la Bandera Blava, que reconeix internacionalment la qualitat de l'aigua i serveis. L'Agència Catalana de l'Aigua efectua un control setmanal de la qualitat de l'aigua, durant la temporada de bany, amb el resultat d'excel·lent. Està adherida a la destinació Costa de Barcelona, certificada per Biosphere des del 2017.
Des del 2014 les dunes de la platja són hàbitat natural del corriol camanegre, espècie protegida, que hi nidifica. Per aquest motiu l'Ajuntament col·loca tancats provisionals a la zona de nidificació.
El nom de Ribes Roges prové de les terres argiloses de color vermell que hi havia al llarg de tota la platja, que tenyien les aigües de la mar en espetegar les ones quan hi havia temporal.